# Vīsgeh
Vīsgeh (persiska: ویسگه) är en ort i Iran.   Den ligger i provinsen Kermanshah, i den västra delen av landet, 500 km sydväst om huvudstaden Teheran. Vīsgeh ligger 1 340 meter över havet och antalet invånare är 140.
Terrängen runt Vīsgeh är kuperad åt sydost, men åt nordväst är den platt. Vīsgeh ligger nere i en dal. Runt Vīsgeh är det ganska glesbefolkat, med 39 invånare per kvadratkilometer. Närmaste större samhälle är Sarāb-e Harasam, 4,9 km nordväst om Vīsgeh. Omgivningarna runt Vīsgeh är i huvudsak ett öppet busklandskap.